# Crash: Mind over Mutant
A Crash Mind over Mutant a Radical jóvoltából készült Crash Bandicoot-játék az új Titános környezetben.

## Cselekmény
A történet az előző rész végéből folytatódik, miután Cortex és csapata ismét kudarcot vallott, Cortex Ninát és Uka Ukát elteszi az útjából, és szövetkezik N. Brioval (vagy Dr. Nitrus Brio). Tervük az, hogy egy sisakot adnak el az embereknek alacsony áron, ami mutánsokká változtatja őket. Ehhez úgy állítják be a TV-ben az NV sisakot, hogy több szabad idejejük lesz a vásárlóknak. Természetesen a szigeten mindenki vesz ilyen sisakot. Crash-ék is vesznek belőle, de Crash és Aku Aku nem bírja fel venni a fejére, mert Crash-t megrázza az áram, Aku Aku-nak pedig nem megy rá a fejére a sisak, viszont Coco és Crunch fel bírja venni, és szörnnyé változnak, majd meg szöknek. A cél, hogy megállítsuk Dr. Neo Cortex-et, ehhez pedig a titánok is segítségünkre lesznek.

## Szereplők
- Crash Bandicoot
- Coco Bandicoot
- Crunch Bandicoot
- Aku Aku
- Uka Uka
- Dr. Neo Cortex
- Dr. Nitrus Brio
- Nina Cortex

## Titánok
- Battler: Egy denevér és egy rugósbicska? keveréke
- Grimly: Egy szellem, aki le tudja lassítani az időt.
- Magmadon: Egy teknős láva páncéllal.
- Ratcicle: Egy patkány és egy jégdarab. Egy tüsszentéssel megfagyasztja a vizet néhány másodpercre.
- Rhinoroller: Egy rinocérosz és egy tatu keveréke.
- Scorporilla: Egy Skorpió és egy Gorilla keveréke. A legerősebb titán.
- Snipe: Egy róka és valami trópusi, díszes madár.
- Sludge: Egy béka, egy kaméleon, és egy vaddisznó keveréke. Elég gusztustalan, van is egy olyan támadása amikor egyszerűen rád hány.
- Spike: Egy Rák és egy Sün keveréke.
- Stench: Egy borz és egy keselyű keveréke. Van egy olyan támadása amikor egyszerűen lefingik.
- TK: Valami bagolyszerűség pingvin arccal, egy buborékban, aminek van keze és lába is. Fő képessége, hogy tárgyakat tud felemelni. Neve utalhat a TeleKinézisre.
- Yuktopus: Fémből, Polipból, és hulladékból áll. Egy skót duda áll ki a hátából és mit ne mondjak... jól játszik rajta.